# Rotherens
Rotherens é uma comuna francesa na região administrativa de Auvérnia-Ródano-Alpes, no departamento de Saboia. Estende-se por uma área de 1,74 km². Em 2010 a comuna tinha 379 habitantes (densidade: 217,8 hab./km²).